# Tofaş BK
Tofaş Basketbol Kulübü is een Turks basketbalploeg uit de stad Bursa. De club is opgericht in 1974 met Rood-Witte clubkleuren en speelt zijn thuiswedstrijden in het Tofaş Spor Salonu, dat een totale capaciteit heeft van 7.500 zitplaatsen. Buiten basketbal heeft de club ook nog andere branches zoals o.a. volleybal, zwemsport, waterpolo, voetbal en tafeltennis.

## Geschiedenis

### Oprichting
De club is opgericht in 1974 door nationale automobiel bedrijf Tofaş, dat afkomstig is uit het Bursa waar dus later ook het club zou vandaan komen. Het was de bedoeling van het bedrijf het volk van Bursa meer aan sport te laten doen en produceren van topsporters naar internationale niveau. In 1976 speelt de club voor het eerst in het Türkiye Basketbol Ligi wat het hoogste divisie van het land is. Meteen wist de club in hun eerste seizoen een knappe 2de plaats af te troeven in het competitie. Tot en met 1989 bleef de club een vast subtopper in het hoogste divisie. Uiteindelijk degradeerde het wel in 1989 naar de tweede divisie om het jaar erna terug te promoveren. In 1993 werd de club winnaar van het Turkse beker en won hiermee dus ook zijn eerste nationale beker sinds oprichting

### Erelijst
| Nationaal             |    |                  |
| Landskampioen Turkije | 2x | 1999, 2000       |
| Turkse Beker          | 3x | 1993, 1999, 2000 |
| Presidentsbeker       | 1x | 1999             |

### Andere prestaties
- Korać Cup (finalist) (1): 1997

## Bekende oudspelers
- Trevor Thompson